# Наседкина (деревня)
Наседкина — деревня в Болховском районе Орловской области. Входит в состав Однолуцкого сельского поселения. Население — 17 чел. (2010).

## География
Деревня находится в северной части Орловской области, в лесостепной зоне, в пределах центральной части Среднерусской возвышенности. Расположена на берегу реки Березуйка.
Уличная сеть представлена одним объектом: Раздольная улица.
Географическое положение: в 11 километрах от районного центра — города Болхов, в 44 километрах от областного центра — города Орёл и в 284 километрах от столицы — Москвы.
Часовой пояс
Деревня Наседкина, как и вся Орловская область, находится в часовой зоне МСК (московское время). Смещение применяемого времени относительно UTC составляет +3:00.

## Население
| 2010 |
| ---- |
| 17   |

## Инфраструктура
Рядом с деревней проходит автодорога Р-92.